# George Martin
Ngài George Henry Martin, CBE (3 tháng 1 năm 1926 – 8 tháng 3 năm 2016) là nhà sản xuất, thu âm, phối khí, chỉ đạo nghệ thuật, nhạc công và kỹ thuật viên phòng thu người Anh. George Martin cũng được coi là "Beatle thứ năm" khi ông là người có vai trò quyết định trong các album của The Beatles, với hơn 30 ca khúc số 1 tại Anh và 23 ca khúc số 1 tại Mỹ.
Ảnh hưởng lớn từ Cole Porter và Johnny Dankworth, ông đăng ký học tại Trường Kịch nghệ Guildhall khoa piano và kèn oboa từ năm 1947 tới năm 1950. Sau khi tốt nghiệp, ông tới làm tại ban cổ điển của đài BBC, cùng lúc ông tới EMI năm 1950. Trong những năm đầu thập niên 50, ông tham gia sản xuất vài chương trình kịch và sáng tác nhạc cùng với Peter Sellers và Spike Milligan.
Trong cả sự nghiệp âm nhạc kéo dài xuyên suốt 6 thập kỷ, George Martin cống hiến hết mình cho âm nhạc, phim, truyền hình và liveshow. Ông cũng tham gia vào các chương trình tìm tài năng trẻ cùng các dự án phát triển, như công ty The Prince's Trust và một số đóng góp tại Caribe và Montserrat.

## Tuổi trẻ
Năm lên 6 tuổi, Martin được bố mẹ tặng một cây đàn piano và nó khiến ông trở nên đam mê âm nhạc. 8 tuổi, ông thuyết phục được gia đình cho ông đi học một khóa piano, tuy nhiên khóa học chỉ kéo dài 8 buổi sau khi thầy giáo và mẹ ông có những tranh cãi về việc học. Martin nói, sau thời gian đó, ông vẫn tự mày mò học đàn. Ông học trường St. Joseph ở Highgate, sau đó là trường St Ignatius', nơi ông được nhận học bổng. Chiến tranh nổ ra, gia đình ông rời London và ông theo học tại trường Ravensbourne ở Bromley.
Dù rằng ông thực sự quan tâm tới âm nhạc, "tôi rất vui nếu ai bảo rằng tôi là Rachmaninov thứ hai", song ông không chọn âm nhạc là sự nghiệp của mình. Ông làm việc một thời gian ngắn với việc sát hạch ngân sách tại War Office với bậc 3, chủ yếu là việc sắp giấy tờ và pha trà nước. Năm 1943, ông gia nhập Fleet Air Arm của Hải quân Hoàng gia Anh, trở thành hoa tiêu rồi đô đốc. Chiến tranh thế giới thứ hai kết thúc khi ông chưa tham vào bất kể một trận đánh nào và ông hoàn thành nghĩa vụ vào năm 1947. Được Sidney Harrison động viên, ông nộp đơn vào Trường Nhạc kịch Guildhall và học tại đó ở khoa piano và kèn oboa từ năm 1947 tới năm 1950. Ông thực sự quan tâm tới Rachmaninov và Ravel, cũng như là Porter và Dankworth. Thầy giáo kèn oboa của ông là Margaret Eliot, mẹ của Jane Asher, người sau này là bạn gái của Paul McCartney.
Ngày 3 tháng 1 năm 1948, George Martin cưới Sheena Chisholm, người cùng ông có hai người con trai, Alexis và Gregory. Sau này, ông cưới Judy Lockhart-Smith (ngày 24 tháng 6 năm 1966) và có hai người con Lucy và Giles.

## Parlophone
Năm 1950, Martin ra trường và tới làm tại ban cổ điển của đài BBC. Cùng lúc, ông nhận lời làm trợ lý cho Oscar Preuss, điều hành của EMI Parlophone (1950 – 1955). Sau khi Preuss nghỉ hưu năm 1955, Martin bắt đầu thực hiện các album nhạc Baroque và các thể loại nhạc dân gian của Anh.
Martin cũng tham gia sản xuất hài kịch và tiểu phẩm. Trong những năm đầu thập niên 50, ông làm việc cùng Sellers, rồi cả hai cùng biết Milligan. Trong số những người mà Martin cộng tác, có cả Joan Sims, Rolf Harris, Flanders and Swann và Shirley Abicair. Cùng với Vipers Skiffle Group, ông có được vài thành công với một số hit nổi tiếng.
Ông tham gia tổ chức chương trình At the Drop of a Hat cùng Michael Flanders và Donald Swann. Ông cũng làm chương trình Beyond the Fringe với sự có mặt của Peter Cook, Dudley Moore, Alan Bennett và Jonathan Miller.

## The Beatles

### Những ngày đầu tiên

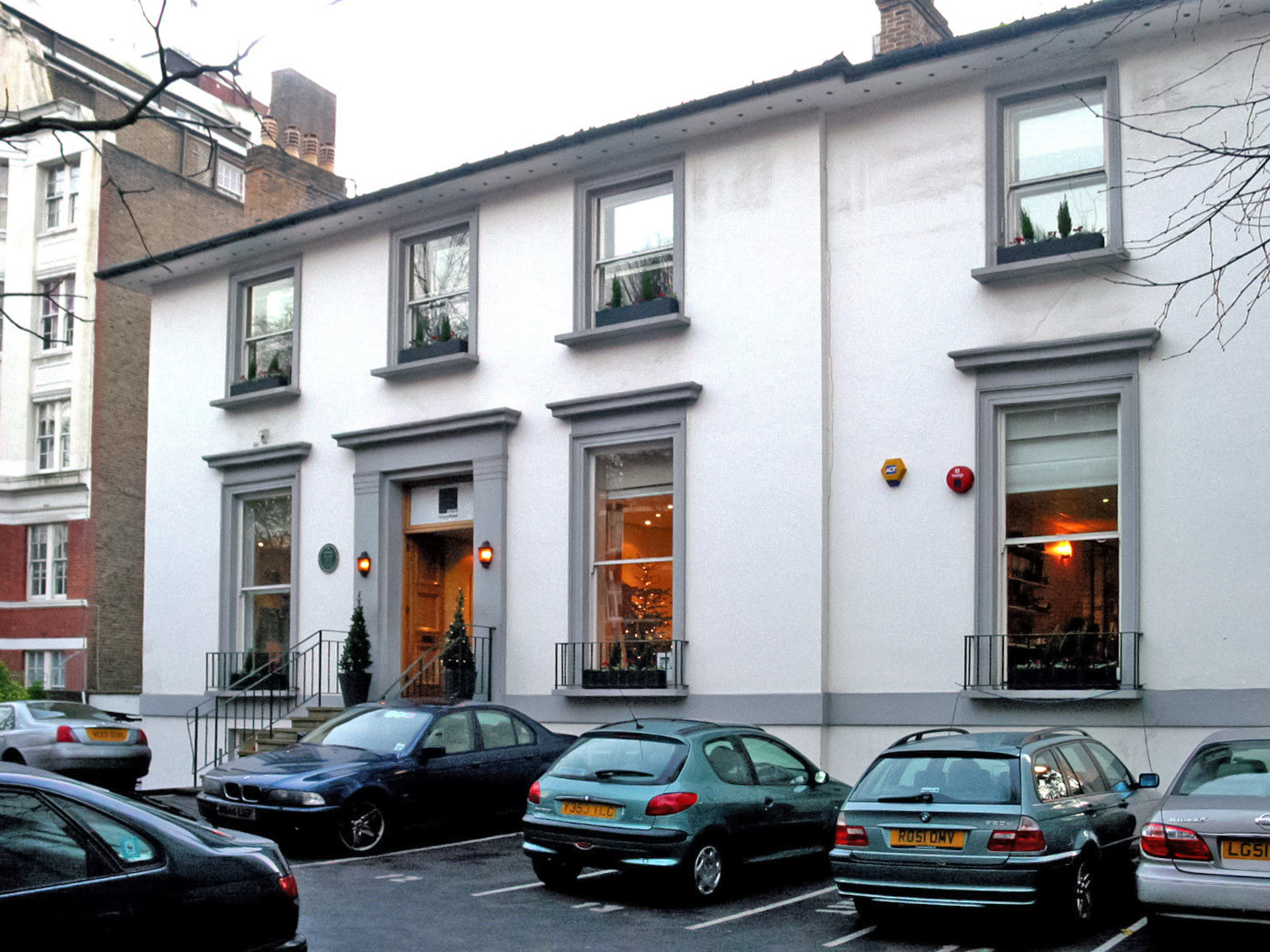
Phòng thu Abbey Road

Martin liên hệ với Sid Coleman của Ardmore & Beechwood, qua đó ông quen biết Brian Epstein, quản lý của The Beatles. Brian nghĩ Martin thực sự quan tâm tới mấy chàng trai trẻ, ngay kể cả khi họ vừa bị hãng Decca Records từ chối thu âm. Khi đó, dù đã từng có một hit số 1 (Temperance Seven), George chưa có được những thành công đáng kể. Sau cuộc gọi của Coleman, Brian và Martin thu xếp gặp nhau ngày 13 tháng 2 năm 1962. Brian giới thiệu một số bản thu mà ông cũng từng đưa cho Decca Records với Martin.
Sau một buổi gặp mặt khác với Epstein tại Abbey Road Studios, ngày 9 tháng 5, Martin "đồng ý miệng" việc ký hợp đồng sản xuất cho 4 chàng trai vô danh của The Beatles dù chưa từng gặp mặt cũng như nghe họ hát live.
The Beatles gặp gỡ Martin lần đầu ngày 6 tháng 6 năm 1962, tại phòng thu số 3 của Abbey Road. Ron Richards và Norman Smith thực hiện bốn bài hát đầu tiên, trong khi George đứng ngoài theo dõi tất cả quá trình. Bản thu thực sự không tốt, Richards vô cùng phàn nàn về tay trống Pete Best. Martin nói đơn giản rằng chúng "chưa đủ tốt". George gọi từng Beatle ra hỏi, rằng cá nhân họ thấy có vấn đề gì không ổn không. George Harrison trả lời: "Bắt đầu từ cái cà-vạt của ông." Đó chính là bước ngoặt, theo Norman Smith, vì câu nói đó giúp John Lennon và Paul McCartney bắt đầu cuộc nói chuyện với Martin, và chính sự niềm nở từ họ đã khiến Martin ký hợp đồng mà không do dự.
Ngày 4 tháng 9, họ có buổi thu âm chung đầu tiên, và đó là ca khúc "How Do You Do It", một bài hát mà dù Lennon và McCartney vô cùng ghét, Martin vẫn khẳng định đó là một hit. Richards chỉ có thể giới thiệu tay trống mới Ringo Starr vào buổi thu tiếp theo, nên họ đã thực hiện ca khúc nổi tiếng đầu tiên "Love Me Do" cùng Andy White. Starr được yêu cầu chơi sắc xô và maracas, song dù anh không đồng ý, Martin vẫn mong anh chơi trống và nói với Starr rằng anh "có lẽ... là tay trống khéo léo nhất". "Love Me Do" cũng vươn lên được vị trí thứ 17 tại UK Singles Chart và ngày 26 tháng 11, Martin thu "Please Please Me", một trong những bài hát mà cả Paul và John đều mong Martin không thu. Sau khi chỉnh âm, Martin nói với tất cả: "Thưa quý vị, đây sẽ là bài hát đầu tiên đứng đầu các bảng xếp hạng!" Martin yêu cầu Epstein thực hiện một kế hoạch quảng bá rầm rộ và hiệu quả, trong đó có cả việc thẳng tay loại công ty Ardmore & Beechwood - hãng đĩa làm thất bại ca khúc "Love Me Do". Họ cuối cùng đặt niềm tin vào Dick James.

### Phụ trách âm nhạc

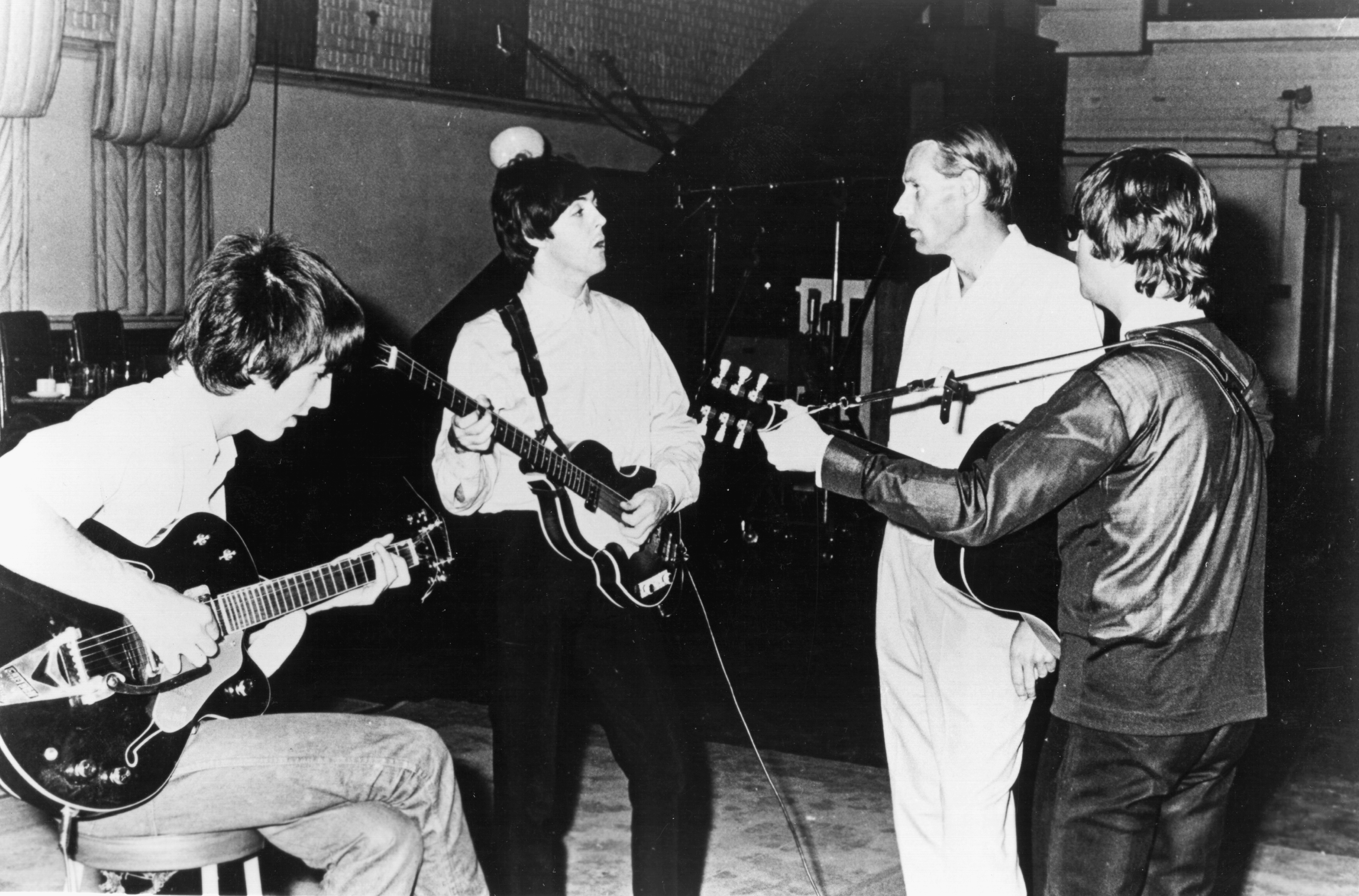
Từ trái qua phải: Harrison, McCartney, Martin và Lennon tại Phòng thu EMI, năm 1966

Âm nhạc của Martin là cầu nối giữa The Beatles và những hiệu ứng âm thanh mà họ muốn có. Hầu hết những hiệu ứng của dàn nhạc dây trong các tác phẩm của The Beatles đều được phối khí, chỉnh âm, điều khiển bởi Martin. Trong "Yesterday", chính Martin là người hoàn chỉnh ý tưởng dàn dây 4 người từ Paul: Martin gợi ý cách phối âm của Bach với McCartney để xem anh có hài lòng không. Một ví dụ khác, trong ca khúc "Penny Lane", Martin đã đưa ra ý tưởng dùng kèn piccolo để làm đoạn solo.
Sự đóng góp của Martin trong các tác phẩm của The Beatles khá đa dạng. Trong tour diễn tại Canada năm 2007, Martin nói với "Eleanor Rigby", ông điều khiển dàn dây "theo cách của Bernard Herrmann", theo những gì ông nghe được trong bộ phim cổ điển của Alfred Hitchcock, Psycho. Trong "Strawberry Fields Forever", Martin cùng Geoff Emerick ghi đè 2 lần các lần thu thử với các tốc độ khác nhau để có được bản thu ưng ý. Trong "In My Life", ông chơi solo chiếc piano Baroque cổ. Ông và McCartney cùng nhau nghiên cứu giai điệu và điều khiển dàn nhạc trong bản hùng ca "A Day in the Life.
George Martin cũng tham gia đóng góp không chỉ một phần nhỏ mà đôi khi là một phần rất quan trọng trong các ca khúc của The Beatles, như piano trong "Lovely Rita", organ và tiếng băng rạp xiếc trong "Being for the Benefit of Mr. Kite!" và viết nhạc cho dàn dây trong "Good Night". Tác phẩm đầu tiên mà Martin không tham gia viết nhạc là "She's Leaving Home", ca khúc mà McCartney mời Mike Leander thực hiện phần đó. Điều đó khiến Martin chạnh lòng, và từ Album trắng, ông yêu cầu The Beatles để ông tự viết nhạc và phụ trách dàn dây một cách tùy ý, điều mà The Beatles đã đều đồng ý kể từ sau đó.
Martin viết toàn bộ phần nhạc cho bộ phim Yellow Submarine và tập phim về James Bond, Live and Let Die, trong đó có ca khúc cùng tên viết và hát bởi Paul McCartney.

### Sáng tác ngoài
Trong những năm 60, ngoài 2 bộ phim Yellow Submarine và Live and Let Die, Martin còn sáng tác "Adagietto for Harmonica & Strings" cho Tommy Reilly, ca khúc chủ đề cho BBC Radio 1 và "Magic Carpet" cho ban nhạc The Dakotas.

### The Beatles Anthology
Năm 1994, Martin có ý tưởng thực hiện một ấn phẩm để tri ân The Beatles. Ông đặt tên là The Long and Winding Road. Năm 1995, ông làm việc cùng Geoff Emerick, và dự án đổi tên đơn giản thành The Beatles Anthology. Martin quyết định sử dụng 8 ca khúc cũ thu lại với các kỹ thuật âm thanh mới. Tuy nhiên, ông tiếc rằng cách thu âm cũ tạo nên những hiệu ứng mà kỹ thuật mới không làm được. Dự án là một trải nghiệm hoàn toàn mới mẻ với cả ông và Paul McCartney: lần đầu tiên họ cùng nghe lại các ca khúc của chính họ được chỉnh âm sau 25 – 30 năm.
Ông thực hiện 2 đĩa đơn mới cho The Beatles với sự có mặt của 3 thành viên còn lại, McCartney, Starr và Harrison. Lấy lý do khả năng nghe bị giảm sút, Martin nhường toàn bộ công việc cho Jeff Lynne.

### Cirque du Soleil và Love
Năm 2006, Martin và con trai, Giles Martin, chỉnh sửa 80 phút ca khúc của The Beatles trong một show tại Las Vegas có tên là Love, một ý tưởng hợp tác giữa Cirque du Soleil và Apple Corps. Album nhạc của chương trình cũng được ra cùng năm.

## Các nghệ sĩ khác
Là một nhà sản xuất có tiếng, Martin cộng tác với rất nhiều nghệ sĩ khác, bao gồm cả những người cùng thời với The Beatles. Có thể kể tới Matt Monro, Cilla Black, Gerry & The Pacemakers, The King's Singers, America, Jeff Beck, Edwards Hand, Ultravox, Kenny Rogers, Cheap Trick và Yoshiki Hayashi.
Martin cũng làm việc với hợp ca Mahavishnu và Gary Glitter. Ông làm việc với Gary Glitter trước khi anh trở nên nổi tiếng, trong những năm 60, các tác phẩm của họ được ghi dưới nghệ danh "Paul Raven". Năm 1972, ông thực hiện album Icarus cho Paul Winter. Năm 1974, ông thực hiện album The Man In The Bowler Hat cho ban nhạc Anh Stackridge.
Năm 2010, Martin thử sức với hard rock với album Arms of the Sun, dự án có sự tham gia của Rex Brown, John Luke Hebert, Lance Harvill, và Ben Bunker.

## AIR
Hiệp hội thu âm tự do (Associated Independent Recording) là một tổ chức được Martin sáng lập vào năm 1965 sau những thành công cùng The Beatles. Với AIR, các nhà sản xuất có thể thực hiện các thu âm một cách hoàn toàn tự do, chừng nào họ vẫn được trả lương hợp pháp. Cách này không những giúp Martin thể hiện tài năng của mình vào các bản thu của các nghệ sĩ, mà hơn cả nó giúp ông có thể thu lại chúng vào các sáng tác sau này của mình. Năm 1969, AIR có phòng thu riêng để phục vụ cho công việc thu âm của họ. Ngày nay, AIR là một trong những phòng thu uy tín và chất lượng nhất thế giới. Năm 1979, ông có mở một phòng thu nhỏ tại đảo Montserrat, tuy nhiên nó đã bị phá hủy bởi cơn bão Hugo vào năm 1988.

## Dự án nhạc cho phim James Bond
Martin tham gia, trực tiếp và gián tiếp, vào phần âm nhạc cho 3 phần của serie phim James Bond. Ông không viết nhạc cho phần 2 của serie, From Russia with Love, ông chỉ phụ trách phần hát của Matt Monro khi ông sản xuất ca khúc cùng tên.
Martin là người sản xuất 2 trong số những ca khúc nổi tiếng nhất của serie phim. Một là ca khúc "Goldfinger" hát bởi Shirley Bassey năm 1964. Hai là ca khúc "Live and Let Die" hát bởi Wings trong bộ phim cùng tên. Phần soundtrack cũng do ông sáng tác và sản xuất.

## Sách và ấn phẩm khác
Năm 1971, ông viết cuốn hồi ký All You Need Is Ears (viết cùng Jeremy Hornsby) kể về quãng thời gian làm việc với The Beatles và vài nghệ sĩ đương thời khác (như Peter Sellers, Sophia Loren, Shirley Bassey, Flanders and Swann, Matt Monro và Dudley Moore). Cuốn hồi ký cũng giới thiệu về những cung cách và điển hình của nghệ thuật thu âm.
Năm 1983, ông viết Making Music: The Guide to Writing, Performing and Recording. Năm 1993, Martin cho phát hành Summer of Love: The Making of Sgt Pepper (ở Mỹ, cuốn sách có tên With a Little Help from My Friends: The Making of Sgt Pepper - đồng tác giả với William Pearson) với bài phỏng vấn tại chương trình The South Bank Show năm 1992.
Năm 2001, Martin cho phát hành Produced by George Martin: 50 Years In Recording, bao gồm 6 CD trọn bộ những ca khúc sản xuất trong toàn bộ sự nghiệp của ông. Năm 2002, Martin cho ra mắt Playback, một cuốn sách ông viết về tiểu sử cá nhân, phát hành bởi Genesis Publications.

## Phim và dự án màn ảnh
Năm 2011, một đoạn phim dài 90 phút được BBC Arena Team sản xuất, có tên là Sản xuất bởi George Martin (Produced by George Martin). Bộ phim có những cảnh quay hậu trường và những buổi phỏng vấn vô cùng hiếm và quý giá của Martin với Paul McCartney, Ringo Starr, Jeff Beck, Cilla Black và Giles Martin.

## Vinh danh

Album Sgt. Pepper's Lonely Hearts Club Band của The Beatles

- Giải Oscar 1964 – Nhạc phim hay nhất (phim A Hard Day's Night)[43].
- Giải BAFTA 1964 – Dàn diễn viên triển vọng, nhận cùng The Beatles (phim A Hard Day's Night)[43].
- Giải Grammy 1968 – Album của năm, album pop xuất sắc nhất, thu âm xuất sắc nhất (album Sgt. Pepper's Lonely Hearts Club Band)[44].
- Giải Grammy 1973 – Phối âm xuất sắc nhất (phim Love and Let Die)[44].
- BRIT Awards 1977 – Nhà sản xuất người Anh xuất sắc nhất (trong 25 năm)[45].
- BRIT Awards 1984 – Cống hiến âm nhạc[46].
- Giải Grammy 1994 – Album show truyền hình xuất sắc nhất (chương trình The Who's Tommy)[44].
- Giải Grammy 2007 – Soundtrack xuất sắc nhất cho phim truyền hình, album phối khí xuất sắc nhất cho album Love của The Beatles (nhận cùng Giles Martin)[44].
- Martin được trao giải Nhân vật của năm bởi Hiệp hội công nghiệp âm nhạc Anh (BPI) năm 1988.
- Năm 1989, Martin được trao tiến sĩ danh dự tại Nhạc viện Berklee, Boston, Massachusetts, Mỹ[47].
- Năm 1999, Martin được vinh danh tại Đại sảnh Danh vọng Rock and Roll. Năm 2006, ông có tên tại Đại sảnh âm nhạc Anh.
- Năm 2002, ông nhận giải thành tựu trọn đời tại Liên hoan phim Flanders.
- Năm 2006, Martin được trao tiến sĩ danh dự tại trường Đại học Leeds.
- Năm 2008, Martin nhận giải James Joyce bởi khoa Xã hội của trường Đại học Dublin[48]. Cùng năm ông được nhận giải cống hiến nghệ thuật tại CISAC.
- Năm 2010, ông trao giải thành viên danh dự tại diễn đàn lần thứ 126 của Hiệp hội Thu âm âm nhạc (AES) tại London.
- Năm 2011, Martin nhận bằng tiến sĩ danh dự tại Đại học Oxford[49].

## Hit không thuộc The Beatles
Xem thêm: Danh sách đĩa nhạc của The Beatles
Xem thêm: Danh sách đĩa nhạc của Paul McCartney

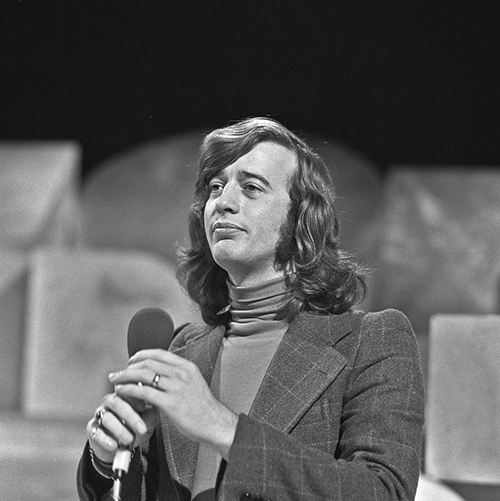
Robin Gibb

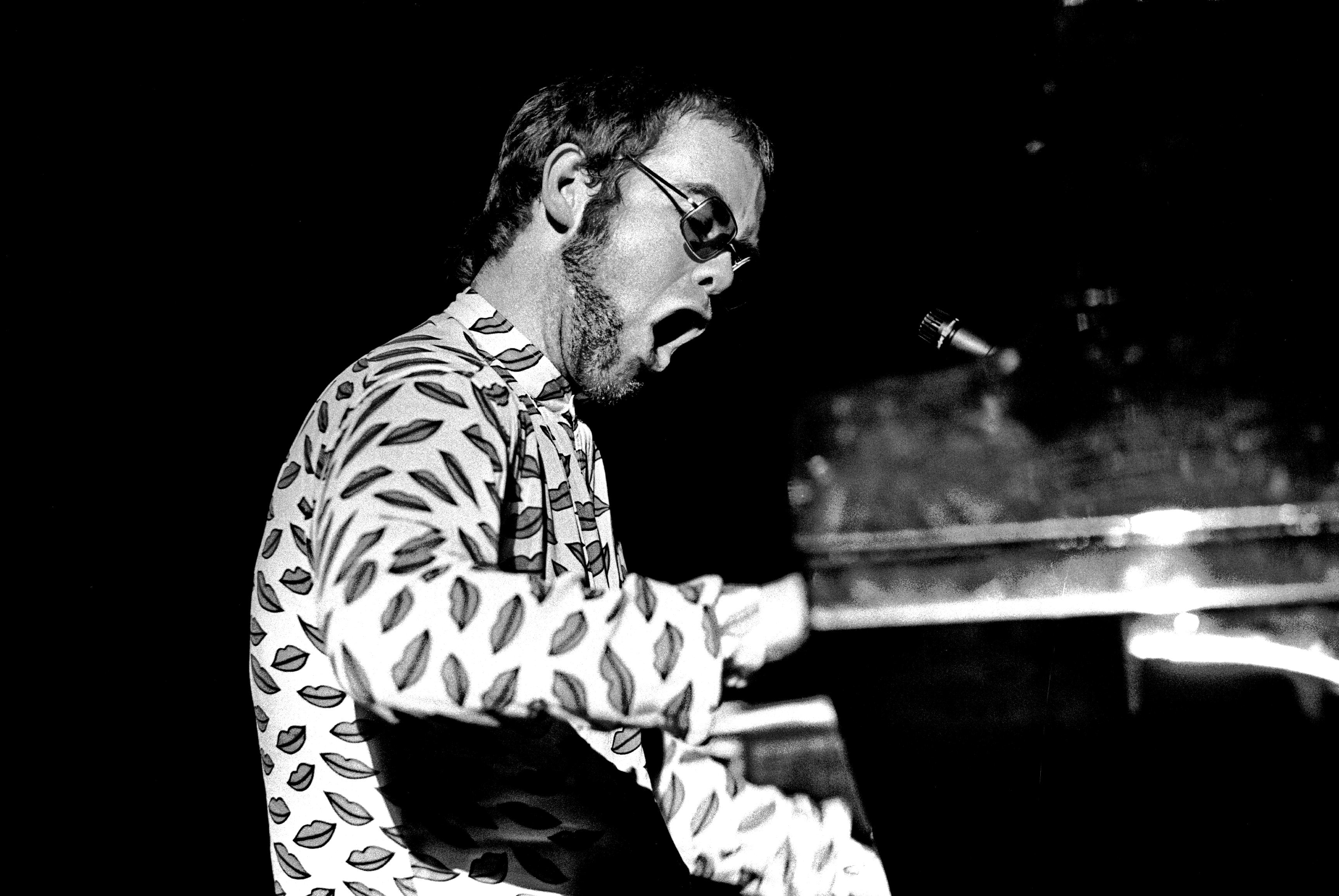
Elton John

- "You're Driving Me Crazy" – The Temperance Seven (25/5/61, #1)
- "My Kind of Girl" – Matt Monro (31/7/61, #18)
- "My Boomerang Won’t Come Back" – Charlie Drake (17/3/62, #21)
- "Sun Arise" – Rolf Harris (25/10/62, #3)
- "Tie Me Kangaroo Down, Sport" – Rolf Harris (13/7/63, #3)
- "Little Children" – Billy J. Kramer và The Dakotas (19/3/64, #1)
- "Bad to Me" – Billy J. Kramer và The Dakotas (27/6/64, #9)
- "Don’t Let the Sun Catch You Crying" – Gerry & The Pacemakers (4/7/64, #4)
- "You’re My World" – Cilla Black (1/8/64, #UK1)
- "How Do You Do It?" – Gerry & The Pacemakers (5/9/64, #9)
- "I Like It" – Gerry & The Pacemakers (7/11/64, #17)
- "Walk Away" – Matt Monro (9/1/65, #23)
- "I’ll Be There" – Gerry & The Pacemakers (30/1/65, #14)
- "Ferry Cross the Mersey" – Gerry & The Pacemakers (20/3/65, #6)
- "Goldfinger" – Shirley Bassey (27/3/65, #8)
- "You'll Never Walk Alone" – Gerry & The Pacemakers (3/7/65, #48)
- "Trains and Boats and Planes" – Billy J. Kramer và The Dakotas (31/7/65, #47)
- "Alfie" – Cilla Black (10/9/66, #UK6 #95)
- "Girl on a Swing" – Gerry & The Pacemakers (22/10/66, #28)
- "Tin Man" – America (9/11/74, #4)
- "Lonely People" – America (8/3/75, #5)
- "Sister Golden Hair" – America (14/6/75, #1)
- "Oh! Darling" – Robin Gibb (7/10/78, #15)
- "Ebony and Ivory" – Paul McCartney & Stevie Wonder (29/3/82 US #1)
- "Say, Say, Say" – Paul McCartney & Michael Jackson (10/12/83, #1)
- "No More Lonely Nights" – Paul McCartney (8/12/84, #6)
- "Candle in the Wind 1997" – Elton John (11/10/97, #1)
- "Pure" – Hayley Westenra (#1 UK Classical Charts, #8 UK Pop Charts)

## Danh sách đĩa sản xuất riêng
- A Hard Day's Night: Instrumental Versions of the Motion Picture Score (1964)
- Off the Beatle Track (1964)
- Help! (1965)
- George Martin Instrumentally Salutes The Beatle Girls (1966)
- Yellow Submarine (mặt A: The Beatles, mặt B: dàn nhạc của George Martin, 1969)
- Live and Let Die (1973)
- In My Life (1998)
- Produced by George Martin (2001)
- The Family Way (2003)
- Completely Cilla: 1963-1973

## Danh sách đĩa trong vai trò nhà sản xuất

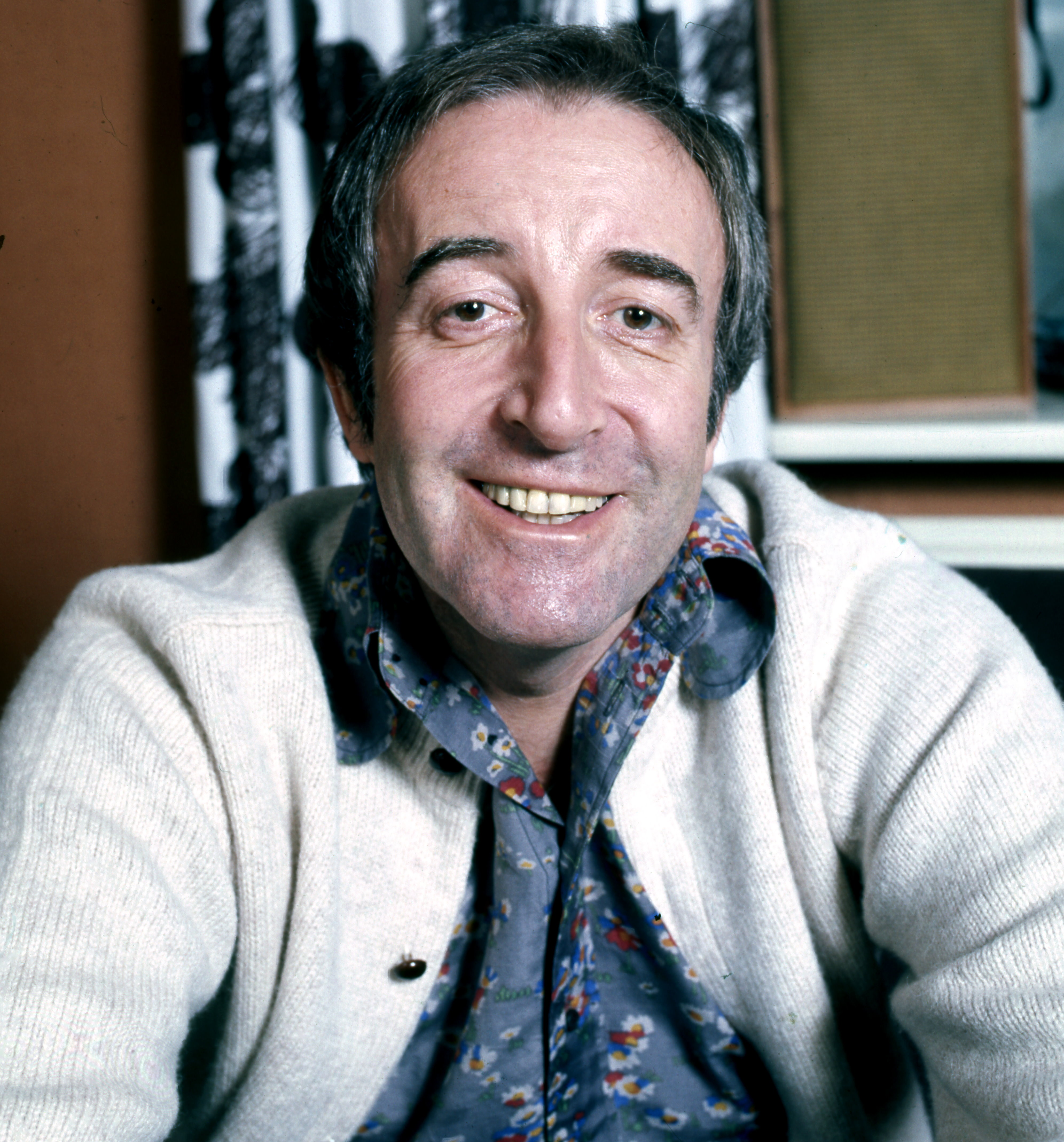
Peter Sellers

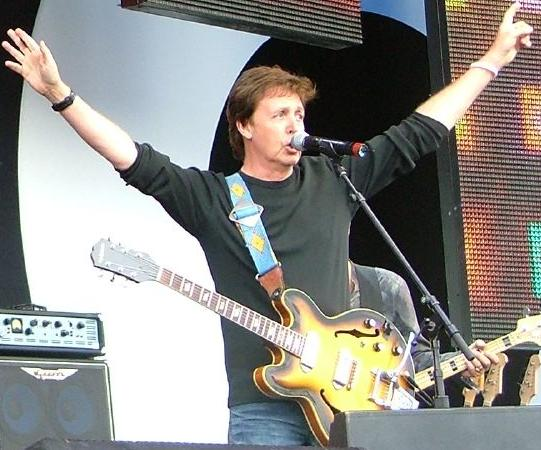
Paul McCartney

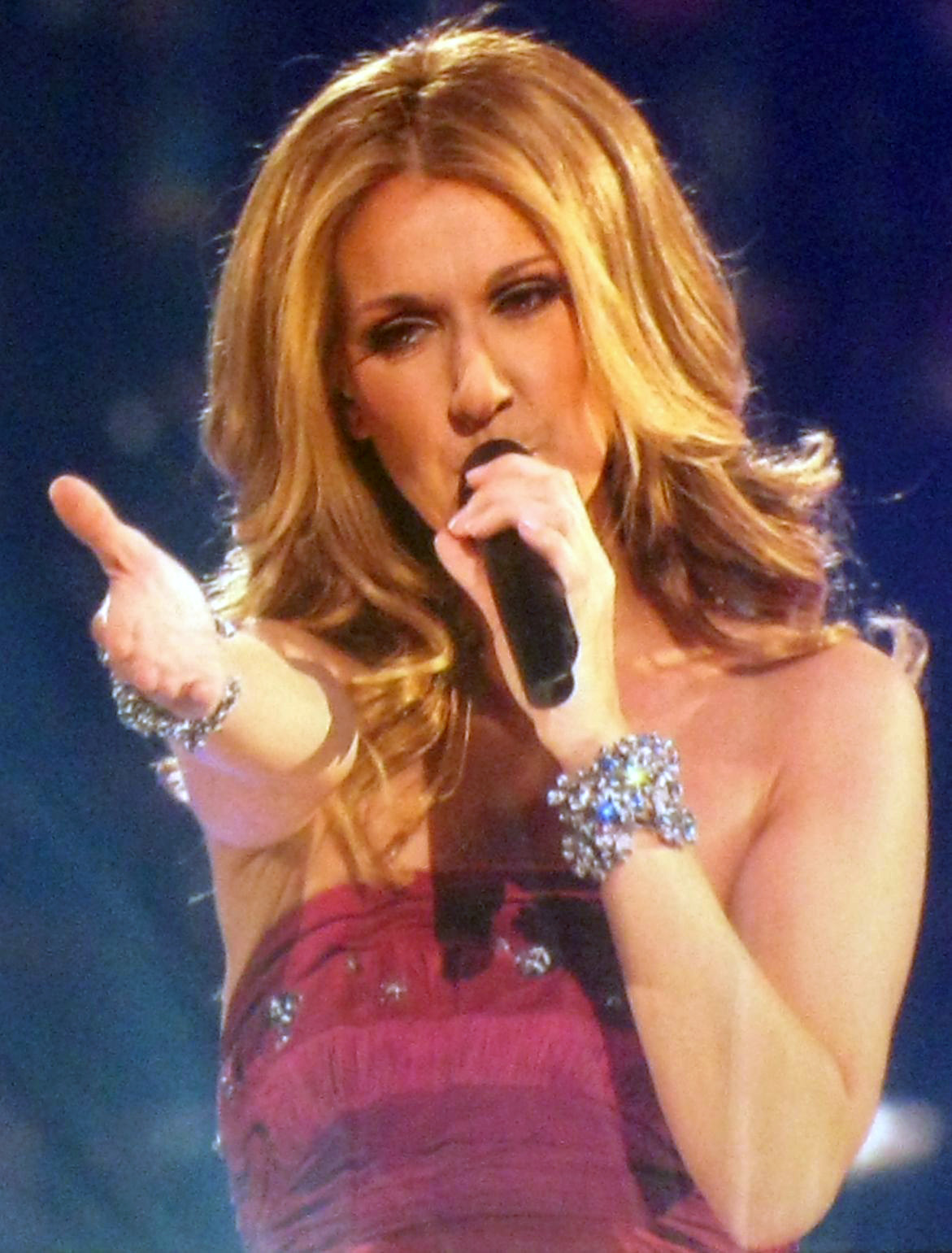
Céline Dion

- Jimmy Shand – Bluebell Polka (1952)
- Peter Ustinov – Mock Mozart (1952)
- Roberto Inglez – From The Savoy Hotel (1953)
- The Vipers Skiffle Group – Don't You Rock Me Daddy-O (1957)
- Peter Sellers – A Drop of the Hard Stuff (1958)
- Flanders and Swann – At the Drop of a Hat (1960)
- Matt Munro – Portrait of My Love (1960)
- Peter Sellers và Sophia Loren – Goodness Gracious Me (1960)
- Beyond The Fringe – The End of the World (1961)
- Michael Bentine – Football Results (1962)
- Joan Sims – Oh Not Again Ken (1963)
- Shirley Bassey – I (Who Have Nothing) (1963)
- Millicent Martin và David Frost – That Was The Week That Was (1963)
- Flanders and Swann – At the Drop of Another Hat (1964)
- Gerry & The Pacemakers – Ferry Cross the Mersey (1965)
- Edwards Hand – Edwards Hand (1969)
- Ringo Starr – Sentimental Journey (1970)
- The King's Singers – The King's Singers Collection (1972)
- Paul Winter Consort – Icarus (1972)
- The King's Singers – A French Collection (1973)
- The King's Singers – Deck the Hall (1973)
- Stackridge – The Man In The Bowler Hat (phát hành dưới tên Pinafore Days tại Mỹ và Canada) (1974)
- Hợp ca Mahavishnu – Apocalypse (1974)
- America – Holiday (1974)
- Jeff Beck – Blow by Blow (1975)
- America – Hearts (1975)
- America – Hideaway (1976)
- American Flyer – American Flyer (1976)
- Jeff Beck – Wired (1976)
- Jimmy Webb – El Mirage (1977)
- America – Harbor (1977)
- Cheap Trick – All Shook Up (1980)
- UFO – No Place to Run (1980)
- Little River Band – Time Exposure (1981)
- Ultravox – Quartet (1982)
- Paul McCartney – Tug of War (1982)
- Paul McCartney – Pipes of Peace (1983)
- Paul McCartney – Give My Regards to Broad Street (1984)
- Andy Leek – Say Something (1988)
- Yoshiki Hayashi – Eternal Melody (1993)
- Tommy (1993)
- Celine Dion – Let's Talk About Love (1997)
- George Martin – In My Life (1998)
- The Beatles – Love (2006)